# Stamatios
Stamatios (in greco: Σταμάτιος) è un nome proprio di persona greco maschile.

## Varianti
- Maschili: Σταμάτης (Stamatīs)[1]
- Femminili: Σταματία (Stamatia)[1]

## Origine e diffusione
Deriva dal termine greco medievale σταματῶ (stamato), che vuol dire "fermarsi".

## Onomastico
Non esistono santi che portano questo nome, che quindi è adespota; l'onomastico può essere festeggiato eventualmente in occasione di Ognissanti, il 1º novembre.

## Persone
- Stamatios Masouris, atleta greco

### Variante Stamatīs
- Stamatīs Nikolopoulos, pistard greco